# BQP

Die Lage von BQP relativ zu anderen Problemklassen

Die Komplexitätsklasse BQP (von englisch bounded-error quantum polynomial time) ist ein Begriff aus der Komplexitätstheorie, einem Teilgebiet der Theoretischen Informatik. Zu BQP gehören alle Probleme, die auf einem Quantencomputer in Polynomialzeit mit einer Fehlerwahrscheinlichkeit von höchstens 1/3 lösbar sind. Sie ist das Äquivalent zur Klasse BPP, die für den Zeitaufwand auf Turingmaschinen definiert ist. Wie bei der Klasse BPP ist auch bei BQP die Festlegung der Fehlerwahrscheinlichkeit auf 1/3 willkürlich, durch mehrmaliges Anwenden eines BQP-Algorithmus kann eine beliebig niedrige Fehlerwahrscheinlichkeit erreicht werden.
BQP wurde 1993 durch Umesh Vazirani und Ethan Bernstein eingeführt.

## Beziehung zu anderen Komplexitätsklassen
Die Komplexitätsklassen P und BPP sind in BQP enthalten, BQP ist in PP und damit auch in PSPACE enthalten. Es ist unbekannt, ob diese Inklusionen echt sind oder nicht.
Vazirani und Bernstein zeigten 1997, dass in Berechenbarkeitsmodellen mit Orakeln BQP keine Teilmenge von BPP ist, und Ran Raz und Avishay Tal 2018, dass BQP Orakel-separiert von PH ist.

## Probleme in BQP
Es sind mehrere Probleme in BQP bekannt, von denen vermutet wird, dass sie nicht in BPP liegen. Das bekannteste ist das Faktorisierungsproblem, das mit dem Algorithmus von Shor gelöst werden kann.